# The Allisons
The Allisons waren een Brits popduo bestaande uit Bob Colin Day (2 februari 1941 – 25 november 2013) en John Alford (31 december 1939 - 2023). Ze werden afgeschilderd als twee zingende broers die de achternaam Allison hadden.
Ze vertegenwoordigden het Verenigd Koninkrijk op het Eurovisiesongfestival van 1961 met het liedje Are You Sure? en behaalden voor hun land een derde opeenvolgende tweede plaats met 24 punten. Het nummer werd een hit en haalde de tweede plaats in de Britse hitparade.
Het nummer werd uitgebracht als single op het Fontana label en klom naar nummer 1 in de Britse NME pophitlijst, terwijl in de door de Official Charts Company samengestelde hitlijst het nummer zes weken op nummer 2 stond en nog eens drie weken in de top 4. Are You Sure? verkocht meer dan een miljoen platen en werd bekroond met een gouden plaat. In Duitsland bereikte de single nummer 11. Ondanks een paar kleine vervolghits ging het duo in 1963 uit elkaar.
Alford probeerde aanvankelijk liedjes te schrijven, maar hij en Day werkten samen voor korte tournees om de naam 'Allisons' in leven te houden. Bovendien kreeg Alford in de jaren 1970 en 1980 gezelschap van andere "broers" - Mike 'Allison' en Tony 'Allison'. In de jaren 1990 kwamen Day en Alford regelmatig samen om op te treden in het oldies-circuit.
Het laatste publieke optreden van The Allisons was tijdens de Tales from the Woods British R'n'Roll Heritage Show #8 in The Borderline Club in Londen, 2012. Een clip van die show is te vinden op het 'Tales From The Woods' YouTube-kanaal.
Bob Day overleed op 25 november 2013 op 72-jarige leeftijd, na een lang ziekbed.

## Discografie

### Singles
- 1961: Are You Sure? / There's One Thing More
- 1961: Words / Blue Tears
- 1961: What a Mess / Lorraine
- 1962: Lessons in Love / Oh, My Love
- 1962: I'll Cross My Fingers / You Should be Sorry

### Albums
- 1961: Are You Sure?

## Notering

### Evergreen Top 1000
| Evergreen Top 1000 Are You Sure? | Evergreen Top 1000 Are You Sure? | Evergreen Top 1000 Are You Sure? | Evergreen Top 1000 Are You Sure? | Evergreen Top 1000 Are You Sure? | Evergreen Top 1000 Are You Sure? | Evergreen Top 1000 Are You Sure? | Evergreen Top 1000 Are You Sure? | Evergreen Top 1000 Are You Sure? | Evergreen Top 1000 Are You Sure? | Evergreen Top 1000 Are You Sure? | Evergreen Top 1000 Are You Sure? |
| Jaar                             | 2008                             | 2009                             | 2010                             | 2011                             | 2012                             | 2013                             | 2014                             | 2015                             | 2016                             | 2017                             | 2018                             |
| -------------------------------- | -------------------------------- | -------------------------------- | -------------------------------- | -------------------------------- | -------------------------------- | -------------------------------- | -------------------------------- | -------------------------------- | -------------------------------- | -------------------------------- | -------------------------------- |
| Positie                          | 180                              | 75                               | 24                               | 42                               | 46                               | 92                               | 202                              | 285                              | 382                              | 780                              | -                                |

### NPO Radio 2 Top 2000
| Nummer met noteringen in de NPO Radio 2 Top 2000 | '99  | '00  | '01  | '02  | '03  |
| ------------------------------------------------ | ---- | ---- | ---- | ---- | ---- |
| Are You Sure?                                    | 1554 | 1309 | 1582 | 1322 | 1330 |

1. ↑  Een vetgedrukt getal geeft de hoogste notering aan.
2. ↑  Deze tabel is bijgewerkt tot en met de laatste editie (2024).

1957: Patricia Bredin · 
1959: Pearl Carr & Teddy Johnson · 
1960: Bryan Johnson · 
1961: The Allisons · 
1962: Ronnie Carroll · 
1963: Ronnie Carroll · 
1964: Matt Monro · 
1965: Kathy Kirby · 
1966: Kenneth McKellar · 
1967: Sandie Shaw · 
1968: Cliff Richard · 
1969: Lulu · 
1970: Mary Hopkin · 
1971: Clodagh Rodgers · 
1972: The New Seekers · 
1973: Cliff Richard · 
1974: Olivia Newton-John · 
1975: The Shadows · 
1976: Brotherhood of Man · 
1977: Lynsey de Paul & Mike Moran · 
1978: Co-Co · 
1979: Black Lace · 
1980: Prima Donna · 
1981: Bucks Fizz · 
1982: Bardo · 
1983: Sweet Dreams · 
1984: Belle & The Devotions · 
1985: Vikki Watson · 
1986: Ryder · 
1987: Rikki · 
1988: Scott Fitzgerald · 
1989: Live Report · 
1990: Emma · 
1991: Samantha Janus · 
1992: Michael Ball · 
1993: Sonia · 
1994: Frances Ruffelle · 
1995: Love City Groove · 
1996: Gina G · 
1997: Katrina & the Waves · 
1998: Imaani · 
1999: Precious · 
2000: Nicki French · 
2001: Lindsay Dracass · 
2002: Jessica Garlick · 
2003: Jemini · 
2004: James Fox · 
2005: Javine Hylton · 
2006: Daz Sampson · 
2007: Scooch · 
2008: Andy Abraham · 
2009: Jade Ewen · 
2010: Josh Dubovie · 
2011: Blue · 
2012: Engelbert Humperdinck · 
2013: Bonnie Tyler · 
2014: Molly · 
2015: Electro Velvet · 
2016: Joe & Jake · 
2017: Lucie Jones · 
2018: SuRie · 
2019: Michael Rice · 
2021: James Newman ·
2022: Sam Ryder ·
2023: Mae Muller ·
2024: Olly Alexander ·
2025: Remember Monday